# 浜村砂里
浜村 砂里（はまむら さり、1971年3月18日 - ）は、日本の元子役・元女優。東京都出身。

## 来歴・人物
- 1975年、4歳の時に劇団ひまわりに所属して[1]芸能界デビュー[2]。1970年代後半から1980年代にかけて子役・女優として活躍した。
- 1982年当時、家族構成は本人の他に両親, 姉[1]。
- 1982年当時、身長143cm, 体重34kg[1]。
- 1982年4月から約1年間に亘り放映された『熱血あばれはっちゃく』では、主人公である桜間長太郎のヒロイン・松山あけみ役を務めた。
- 元々は学校の先生になりたかったが、1982年当時に「絶対歌手になりたい」という願望を明かしていた[2]。そのため1982年8月から歌手になる基礎訓練を積むべくジャズダンスを習っていた[2]。

## 出演作品
テレビドラマ
- 大江戸捜査網 第4シリーズ（12CH）
  - 第242回 『除夜の鐘は皆殺しの調べ』（1978年12月30日）
  - 第253回『女風呂殺人事件』（1979年3月17日）
- Ｇメン'75 第189回「危機一髪!お年玉爆弾カメラ」（TBS、1979年1月6日）−子役（女の子）
- ナッキーはつむじ風 第16話（TBS, 1979年2月7日）- 二葉 役
- 熱血あばれはっちゃく（ANB, 1982年4月10日 - 1983年3月26日）- 松山 あけみ 役
- 遠山の金さん 第1シリーズ 第67回（ANB, 1983年8月25日）
- 宇宙刑事シャイダー 第8話（ANB, 1984年4月27日）- 早瀬 ユカリ 役
- 雨ふりお月さん 私に日本語下さい（1984年10月27日、NHK） - 大沢恵美 役
- しのぶ 第7話（THK, 1985年4月9日）
- あいつと私（CX, 1986年5月15日）
- 京都かるがも病院（ANB, 1986年11月18日）
- 橋田壽賀子ドラマ おんなは一生懸命 第1回（TBS, 1987年10月5日）- 少女 役

映画
- 希望ヶ丘夫婦戦争（監督: 西村昭五郎, 1979年6月22日公開）- 猫田 弥生 役
- 濡れた週末（監督: 根岸吉太郎, 1979年9月22日公開）
- 海峡（監督: 森谷司郎, 1982年10月16日公開）-  峡子（子供時代） 役